# Céline Orgelle Kentsop
Céline Orgele Kentsop, plus connue sous le nom de Mami Ton, est une actrice camerounaise née le 4 mai 1970 et morte le 4 septembre 2024.

## Biographie

### Enfance, éducation et débuts
Céline Orgelle Kentsop est née à Loum le 4 mai 1970,. Enfant, elle rêve de devenir infirmière sage-femme. Ne pouvant y arriver, à 32 ans, elle se rend à Douala à la recherche de travail.

### Carrière
Sa rencontre à Douala avec Flobert Tankou lui fait découvrir le monde de la comédie. C'est le réalisateur et producteur Ebenezer Kepombia qui lui ouvre les portes du 7e art.

### Vie privée et associative
Céline Orgelle Kentsop est ambassadrice de l'association des personnes préférées (ADPP) dans laquelle elle milite, auprès de sa fille Mirette qui en est la fondatrice, en faveur des personnes victimes d'amputation. Elle s'est déclarée veuve d'Antoine Tohe, comédien connu pour ses imitations du président Paul Biya, sous le nom de « président Antonio ». Elle est mère de quatre enfants (trois filles et un garçon) et grand-mère de six petits-enfants.

### Décès
Céline Orgelle Kentsop meurt à l'Hôpital général de Douala le 4 septembre 2024 des suites d'un AVC hémorragique,,.

## Filmographie

### Films
2018: Conséquences Tribales de Blaise Ntedju

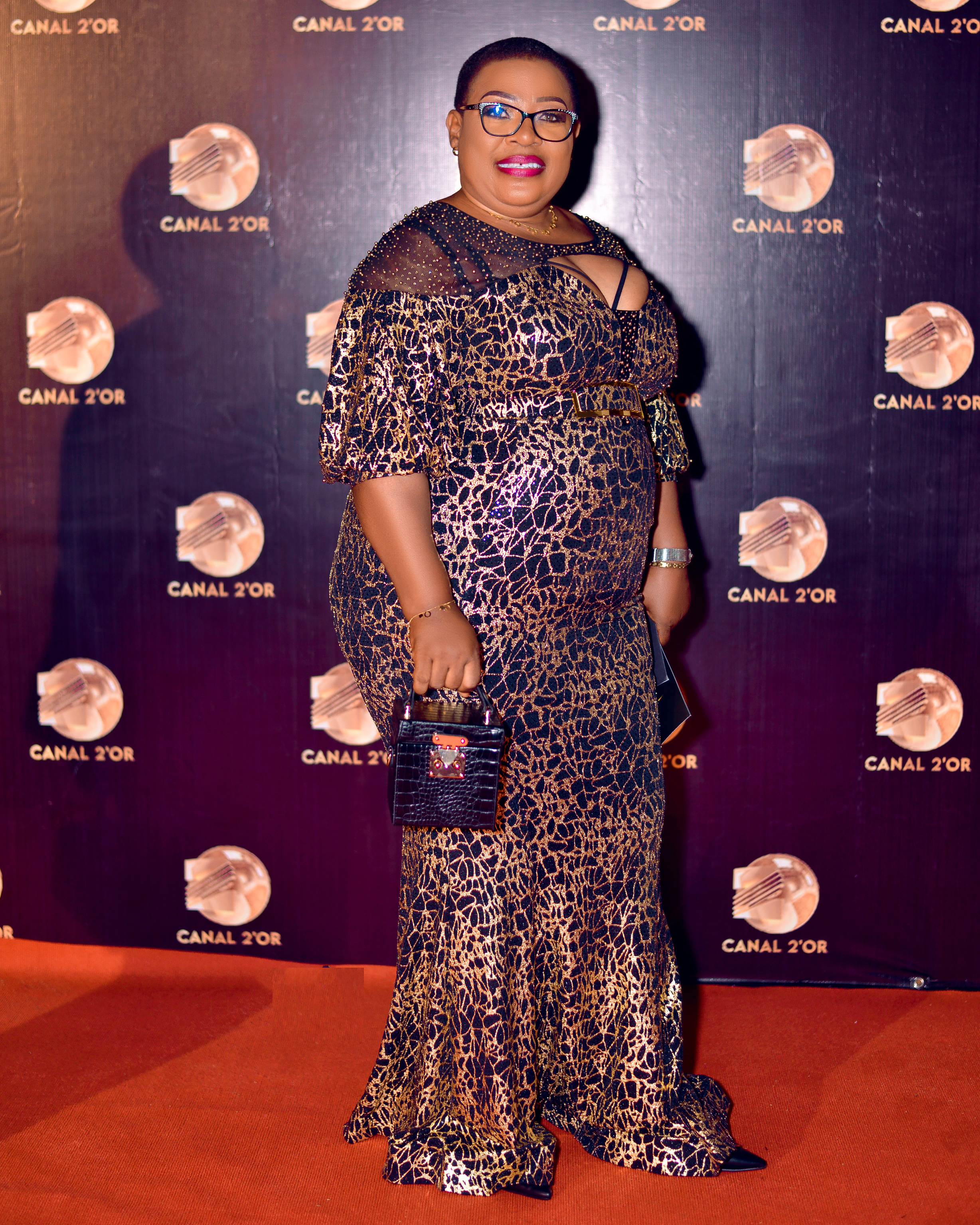
Celine Orgelle Kentsop aux Canal d'Or 2021

### Séries
- 2020: La nouvelle épouse de Gaby Ngounou

- 2018: Habiba d'Ebenezer Kepombia
- 2018: Femme autoritaire de Parfait Zambo et Rose Swoua Happy
- 2016: Reine Blanche d'Ebenezer Kepombia
- 2014: Ennemie Intime d'Ebenezer Kepombia
- 2005: Foyer Polygamique d'Ebenezer Kepombia

### Web-séries
- 2019: La fille de Mamiton[2],[10].

Elle se lance à son tour à la production 
- 2018: Les minutes de Mamiton[2],[4],[1].

## Distinctions
- 2011: Meilleure comédienne au Canal 2'Or
- 2013: Meilleure comédienne au Canal 2'Or[2],[1]
- 2017: Prix honorifique surprise au festival Komane de Bafoussam